# Leptosciarella ampullocera
Leptosciarella ampullocera är en tvåvingeart som beskrevs av Mohrig, Roeschmann och Björn Rulik 2004. Leptosciarella ampullocera ingår i släktet Leptosciarella och familjen sorgmyggor.
Artens utbredningsområde är Dominikanska republiken. Inga underarter finns listade i Catalogue of Life.